# Roland Béguelin
Pour les articles homonymes, voir Béguelin.
Roland Béguelin est un homme d'État suisse né le 12 novembre 1921 à Tramelan-Dessus (canton de Berne) et mort le 13 septembre 1993 à Delémont (canton du Jura). D’abord reconnu comme journaliste, écrivain et poète, il devient, dès 1947, l’une des figures majeures de la Question jurassienne. Cofondateur du Mouvement séparatiste jurassien — rebaptisé Rassemblement jurassien en 1951 — il en assume le rôle de secrétaire général de 1953 à 1991.
Porte-parole du séparatisme jurassien, il initie, au nom du RJ, une première initiative populaire cantonale visant à organiser une consultation sur l’autonomie du Jura. Celle-ci est soumise au vote en 1959, mais se solde par un échec. Dans les années 1960, Roland Béguelin engage de profondes réformes au sein du mouvement séparatiste : il restructure l'association, dynamise son organisation interne, orchestre de nombreuses manifestations et actions coup de poing, contribuant ainsi à faire reconnaître la Question jurassienne au niveau fédéral. Sous la pression croissante du mouvement, les autorités bernoises se voient contraintes d'organiser une série de votations sur l’indépendance de la région jurassienne vis-à-vis du canton de Berne.
Entre 1974 et 1975, sept votations — connues sous le nom de plébiscite jurassien — sont organisées. Béguelin mène alors une campagne intense en faveur de la création d’une République et canton du Jura, rêvant d’unir l’ensemble du peuple jurassien au sein d’un territoire correspondant au Jura historique. Lors du premier plébiscite, le 23 juin 1974, il défend le oui, qui ouvre la voie à la fondation d’un nouveau canton. Mais lors du second, le 16 mars 1975, il soutient le non, redoutant un morcellement qui affaiblirait le projet d’unité jurassienne. Finalement, la République et canton du Jura voit le jour, mais ne regroupe que trois des sept districts historiques. Déçu, Béguelin affirme que la lutte demeure nécessaire pour « récupérer » les districts restés bernois et les rattacher au nouveau canton, poursuivant ainsi le combat pour l’unité jurassienne.
Dès 1976, Béguelin entre officiellement en politique. Membre du Parti socialiste, il est élu député à l’Assemblée constituante jurassienne, chargée de rédiger la future Constitution du nouveau canton. Ce texte fondamental est adopté par la population jurassienne en 1977. Le 24 septembre 1978, la population suisse approuve par référendum obligatoire la création du canton du Jura. Celui-ci accède à la souveraineté au sein de la Confédération suisse le 1er janvier 1979.
À cette date historique, Roland Béguelin devient le premier président du Parlement jurassien et siège comme député cantonal jusqu’en 1990. Parallèlement à son engagement institutionnel, il reste une figure centrale et influente au sein du Rassemblement jurassien, qu’il n’abandonne jamais.
Fervent défenseur de la langue française et de la culture francophone, il cofonde en 1971 la Conférence des communautés ethniques de langue française, dont il assume le secrétariat général jusqu’en 1992. Il exprime également un soutien actif aux mouvements séparatistes francophones, notamment au Québec, en Wallonie et en Vallée d’Aoste.
Sur le plan littéraire, Béguelin publie de nombreux poèmes, essais, nouvelles et articles, notamment dans La Revue Transjurane, qu’il relance et administre. En 1948, il cofonde Le Jura libre, le journal officiel du Rassemblement jurassien, dont il assure la rédaction en chef de 1950 à 1993.
Symbole de la Question jurassienne, cofondateur du Rassemblement jurassien, figure de proue du mouvement séparatiste, porte-étendard du projet indépendantiste et ardent défenseur de la francophonie, Roland Béguelin s’impose comme l’une des figures les plus marquantes de l’histoire jurassienne et suisse du XXe siècle. Il est unanimement considéré comme l’un des « pères » de la République et canton du Jura.

## Biographie
Roland Béguelin naît à Tramelan-Dessus, fils unique de Léon Béguelin (1897–1945), horloger, et de Denise Jobin (1911–1977),.
Entre 1927 et 1937, il suit sa scolarité aux écoles primaire et secondaire de Tramelan. Lors de son service militaire, il exerce comme comptable du 1er Corps d’Armée. Il poursuit ensuite sa formation à l’École de commerce de Saint-Imier, où il obtient un diplôme de commerce le 19 mars 1941, avant d’acquérir une maturité commerciale à l’École supérieure de commerce de Neuchâtel le 9 juillet 1942. Il complète son parcours universitaire à l’Université de Neuchâtel, où il décroche, le 25 avril 1945, une licence ès sciences commerciales et économiques.
Cette même année, il devient secrétaire communal à Tramelan-Dessus et adhère à la section bernoise du Parti socialiste. En 1946, une décision du Conseil-exécutif bernois visant à imposer l’allemand dans l’administration de la commune voisine de Mont-Tramelan suscite son indignation. Redoutant une extension de cette mesure à Tramelan-Dessus, il dénonce ce qu’il considère comme une tentative de germanisation du Jura. Il amorce alors sa lutte politique en publiant le pamphlet Comment on germanise le Jura, qui marque ses débuts dans l’activisme jurassien.
Dans la foulée, il s’essaie au journalisme, collaborant à divers périodiques tels que Le Journal du Jura, Le Démocrate, Le Progrès ou encore Curieux,. Passionné par la poésie et l’essai littéraire, il prend contact le 18 septembre 1946 avec Laurent Boillat (en) et Roland Stähli (1917-2010) pour relancer La Revue Transjurane, en sommeil depuis six ans. Leur ambition : offrir une tribune aux auteurs jurassiens à travers la publication de poèmes, essais et romans ancrés dans la culture locale.

### Lutte jurassienne
À la suite de l'« affaire Moeckli », Roland Béguelin, Daniel Charpilloz et Roger Schaffter décident de relancer le mouvement séparatiste et fondent, le 30 novembre 1947, à Moutier, le deuxième Mouvement séparatiste jurassien (MSJ) défendant l’indépendance de la partie francophone du Jura vis-à-vis du canton de Berne et la création d’un nouveau canton au sein de la Confédération. Dans la foulée, la Société coopérative du Jura Libre est créée le 6 février 1948 par Roland Béguelin, Roger Schaffter et Roger Chatelain. Cette société d’édition publie leur nouveau journal de propagande séparatiste, Le Jura Libre, dont Roland Béguelin devient rédacteur en chef dès le 22 septembre 1950.
Au début des années 1950, bien que le canton de Berne reconnaisse le français comme langue officielle des districts jurassiens, qu’il reconnaisse l’existence d’un « peuple jurassien » et garantisse deux sièges au gouvernement cantonal, le MSJ considère ces réformes comme insuffisantes. Pour rassembler tous les jurassiens sous l’objectif commun de l’indépendance, Roland Béguelin lance une opération de ralliement. Avec l’aide de Roger Schaffter, il reprend la chanson populaire ajoulote La Rauracienne, en modifie les paroles et la renomme La Nouvelle Rauracienne, qui devient l’hymne des séparatistes. Le 9 septembre 1951, Roland Béguelin, désireux de montrer que le MSJ est une organisation apolitique et non religieuse, décide de le renommer Rassemblement jurassien (RJ). Parallèlement, en raison de divergences d’opinions concernant la Question jurassienne, la collaboration avec Roland Stähli dans la Revue Transjurane cesse, et la publication du journal prend fin.
En 1952, Roland Béguelin déménage à Delémont, où il devient, le 1er février, directeur et propriétaire de l’Imprimerie Boéchat S.A.,. L’imprimerie, qui imprime déjà le journal Le Jura Libre depuis 1948, lui permet de diffuser ses idées à travers diverses publications, notamment son livre Le réveil du peuple jurassien.
Le 19 avril 1953, Roland Béguelin devient secrétaire général du Rassemblement jurassien. Il utilise dès lors cette fonction pour diffuser davantage ses positions contre le Conseil-exécutif bernois. Le 1er septembre 1957, sous son impulsion, le RJ décide de lancer une initiative cantonale « en vue d'organiser dans le Jura une consultation populaire sur le problème de l'autonomie ». L'initiative est déposée le 14 novembre 1958 et soumise à votation populaire cantonale le 5 juillet 1959. Le RJ, avec Roland Béguelin à sa tête, essuie un échec avec 15 163 oui et 16 354 non, soit respectivement 48,1 % et 51,9 %. Malgré cet échec, Roland Béguelin ne renonce pas. Au contraire, il devient plus déterminé et se considère comme le grand réformateur du mouvement séparatiste. Avec les autres dirigeants du RJ, il procède à une restructuration de l'association. Ils décident d’organiser davantage de manifestations et d’actions, misant résolument sur la jeunesse.
Par la suite, Roland Béguelin s'engage dans d'autres associations prônant la langue française. Il fonde, avec Roger Schaffter, en 1958, les Éditions de la Bibliothèque jurassienne, dont le but est de diffuser la culture et l’histoire jurassienne. L'année suivante, il fonde l'association du Mouvement romand. En 1960, il fait partie des membres fondateurs du Groupe romand, qui rejoint l'Association européenne de l’ethnie française dès 1962.
Son engagement et ses positions séparatistes et pro-francophones dérangent les dirigeants du Parti socialiste de la section bernoise, qui obtiennent, par vote, son exclusion du parti le 15 février 1961, effective le 4 janvier 1962. Cependant, la section de Delémont du Parti socialiste ne met pas en œuvre cette décision. Afin de sensibiliser le reste du pays à la Question jurassienne, Roland Béguelin pousse à la création de l'Association suisse des Amis du Jura Libre (SAJL) le 9 décembre 1961. Cette association regroupe des membres non-jurassiens de l'arc lémanique et a pour but de sensibiliser les notables et intellectuels romands à la Question jurassienne par des conférences et des appels. À travers ses publications comme Le Jura des Jurassiens, Comment résoudre la Question jurassienne ou encore Berne à l'heure du choix, il diffuse également le problème jurassien en Suisse et au-delà des frontières. Il publie également des poèmes qui le font connaître en France et reçoit le Prix des Amitiés latines en 1963, la médaille française Arts-Sciences-Lettres en 1965 et la médaille du Mérite culturel français en 1967. Il publie huit autres ouvrages entre 1965 et 1970.
En 1971, il fonde, avec Pierre Fosson et Marcel Thiry, la Conférence des communautés ethniques de langue française à Genève, dont il devient le secrétaire général dès le 11 décembre 1971.
En 1969, pris entre la pression des séparatistes, des antiséparatistes et de la Confédération, le Conseil-exécutif bernois se voit contraint de soumettre au Grand Conseil bernois une disposition constitutionnelle permettant l'organisation d’un plébiscite dans le Jura. Roland Béguelin, cependant, n’ayant aucune confiance envers les autorités bernoises, annonce par la voix du RJ qu’il refuse cette proposition. Il considère que le plébiscite devrait être organisé par la Confédération et non par « la puissance dominante dont il faudrait pouvoir se séparer », c’est-à-dire le canton de Berne. Il redoute que les résultats ne servent les intérêts du Conseil-exécutif bernois, au détriment des aspirations séparatistes. De plus, il craint que cette consultation populaire ne mène à une partition du Jura, les antiséparatistes étant majoritaires dans le sud de la région, où le vote risque de pencher en faveur du statu quo.

Pourtant, le RJ revient sur sa position initiale et finit par approuver l’additif constitutionnel proposé par le Conseil-exécutif. Ce revirement s’explique par la conviction que ce plébiscite représente une opportunité historique pour le peuple jurassien d’exercer son droit à l’autodétermination, quitte à risquer la perte d’une partie du territoire ancestral :

« Le plan bernois doit être approuvé malgré tout, car il donne aux Jurassiens le droit de libre disposition. C'est une étape à ne pas manquer, même si nous ne sommes pas d'accord avec les modalités d'application du scrutin d'autodétermination. »

— Roland Béguelin, secrétaire du Rassemblement jurassien
L’additif constitutionnel est soumis à votation populaire cantonale et reçoit l’approbation du corps électoral le 1er mars 1970. Publié le 10 mars suivant, il définit les modalités d’un processus d’autodétermination en trois étapes, qualifié de « votation en cascade », connu sous le nom de plébiscite jurassien.

Lors du premier plébiscite, tenu le 23 juin 1974, le résultat se révèle favorable à la création d’un nouveau canton. À 20:00, la population pro-jurassienne se rassemble devant l’Hôtel de Ville de Delémont, où Germain Donzé (1924-1986), Roland Béguelin, Roger Schaffter et François Lachat proclament publiquement les résultats.

« Eh bien voilà, le Jura est libre ! »

— Roland Béguelin, Dimanche 23 juin 1974 à 20:17, au balcon de l'Hotel-de-Ville de Delémont (BE)
Cependant, lors du deuxième plébiscite, organisé les 16 mars 1975 et 14 septembre 1975, les districts de Moutier, Courtelary, La Neuveville et Laufon choisissent de rester dans le canton de Berne. Les résultats du troisième plébiscite, tenu les 7 et 14 septembre ainsi que les 19 et 26 octobre 1975, confirment cette orientation. Ils concrétisent ce que Roland Béguelin redoute depuis le début : la partition du territoire jurassien. L’approbation de la création du nouveau canton du Jura ne représente donc, à ses yeux, qu’une victoire partielle. Il estime dès lors que la lutte doit se poursuivre afin de « récupérer les districts perdus » et réunir l’ensemble du Jura historique sous une même entité cantonale.

### Parcours politique

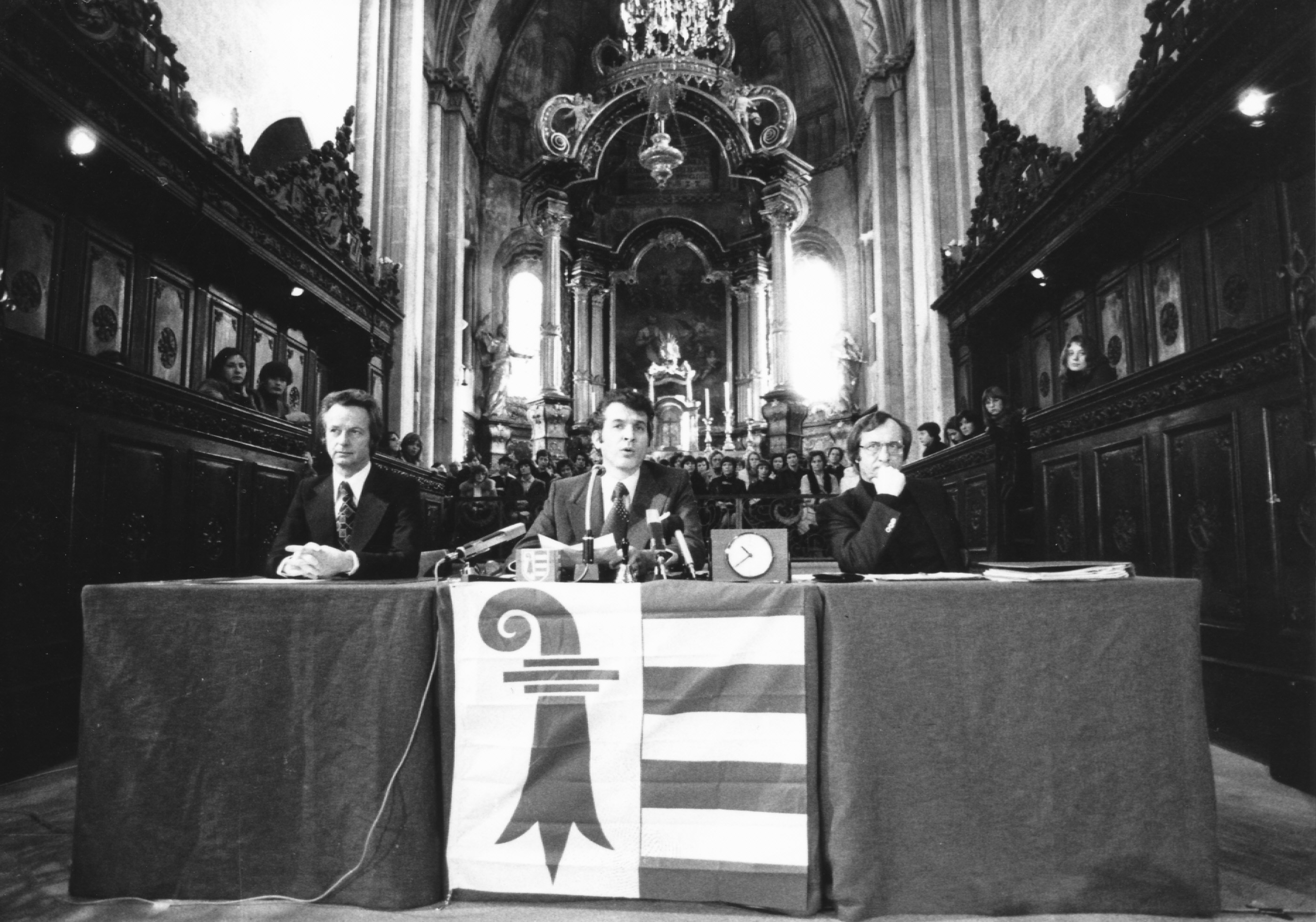
Roland Béguelin, François Lachat et Joseph Boinay (1929-2022) à la cérémonie d'acceptation de la Constitution jurassienne par l'Assemblée constituante réunie dans la collégiale de Saint-Ursanne le 3 février 1977.

À la suite des résultats favorables à la création de la République et Canton du Jura, une Assemblée constituante jurassienne voit le jour afin d’élaborer la Constitution du nouveau canton. L’une des grandes craintes de Roland Béguelin est que les futurs constituants se laissent influencer par le Conseil fédéral et finissent par s’ancrer trop profondément dans le système politique suisse traditionnel, au point d’en oublier les revendications fondamentales liées à la récupération des districts du sud.
Pour prévenir cette dérive, il appelle la population jurassienne, lors des élections des députés constituants, à élire des membres actifs et engagés du Rassemblement jurassien. Lui-même est élu député le 21 mars 1976. L’Assemblée entame ses travaux le 13 avril 1976, et Béguelin en devient vice-président.
Durant l’élaboration de la Constitution, le RJ parvient à y inscrire des articles affirmant que le canton du Jura doit poursuivre son combat pour le rattachement des districts restés bernois. De son côté, Roland Béguelin veille à ce que les principes essentiels de la Charte fondamentale du canton y soient intégrés.

La Constitution est acceptée par votation populaire le 20 mars 1977. Les travaux de l’Assemblée constituante s’achèvent le 6 décembre 1978.
Après que la République et canton du Jura obtient son indépendance au niveau fédéral à la suite de la votation populaire du 24 septembre 1978, Roland Béguelin est élu député au Parlement du nouveau canton le 19 novembre 1978. Bien qu'on s'attende alors à ce qu’il se présente au Gouvernement jurassien, il renonce à cette option au nom d’une « stricte impartialité »,. Il est élu président du Parlement le 4 décembre 1978.
Le 1er janvier 1979, jour de l’entrée en souveraineté du canton du Jura, Roland Béguelin devient officiellement député lors de la 1re législature (1979-1983) du Parlement du canton du Jura et en assume la présidence du 1er janvier au 31 décembre 1979. Parallèlement, il demeure une figure centrale du Rassemblement jurassien et poursuit inlassablement son objectif de réunification entre le Jura resté bernois et le canton du Jura. Cependant, à partir des années 1980, ses positions suscitent des avis divergents et moins favorables au sein même du mouvement séparatiste. Ses idées, inchangées depuis 1947, se concentrent sur la critique acharnée du Conseil-exécutif bernois et du Conseil fédéral, qu’il accuse de demeurer passifs face à la question jurassienne. Il décrit la Suisse comme « un résidu du Moyen Âge, une construction artificielle et une relique à la dérive ». Roland Béguelin plaide pour que le canton du Jura se définisse comme un « État de combat et qu'il parte à la conquête des districts jurassiens du Sud qui avaient choisi de rester bernois ». En revanche, le Gouvernement jurassien, contraint par sa constitution et par les exigences de la Confédération, adopte une approche moins radicale. Désireux de ne pas exacerber les tensions, il choisit le dialogue et la réconciliation pour tenter de séduire les antiséparatistes du Jura bernois et le Conseil-exécutif bernois, tout en poursuivant l’objectif de réunification. Pour Roland Béguelin, cette approche est perçue comme un acte de lâcheté. Il ne cache ni sa consternation ni sa colère envers les autorités jurassiennes. Les relations entre lui et ces dernières se détériorent progressivement, jusqu’à la rupture définitive.
Roland Béguelin est réélu député du Parlement jurassien le 24 octobre 1982 pour la 2e législature (1983-1986) et le 19 octobre 1986 pour la 3e législature (1987-1990). À l’issue de ce mandat, il décide de ne plus se représenter. Au cours de ses presque douze années de mandat, il intervient sur de nombreux sujets, notamment : la réunification du Jura historique, le nombre d'heures de travail hebdomadaire dans l'administration cantonale, l’aménagement de la liaison fluviale Rhône-Rhin et du port de Bourogne en lien avec la Transjurane, la reprise de l'exploitation du réseau des Forces motrices bernoises sur territoire jurassien, la francophonisation des lieux-dits dont le nom germanisé ne répond plus aux normes constitutionnelles jurassiennes, le financement de la réparation et la reconstruction des murs de pierres sèches dans les Franches-Montagnes, la citoyenneté jurassienne, le partage des biens entre Berne et le Jura, la protection de la langue française, l’enseignement de l’histoire jurassienne dans les écoles, l'incorporation de Vellerat au canton du Jura, ainsi que l’approvisionnement en énergie électrique du canton.
Dans les années 1990, lors de l’éclatement du scandale des fiches, Roland Béguelin découvre qu’il a été fiché par les autorités fédérales et la police cantonale bernoise entre 1961 et 1988,. Ses rencontres, activités et conversations téléphoniques avaient été surveillées. Il détenait trois dossiers de fiches : un à son nom, un autre sous le pseudonyme « Helveticus » ou « Ulysse », et un dernier dans le Dossier Jura,.
En 1993, l'Unité jurassienne (UJ), mouvement séparatiste fondé en 1975 par les pro-jurassiens vivant dans les districts restés bernois, sollicite une fusion avec le Rassemblement jurassien. Toutefois, cette fusion ne se réalise pas car Roland Béguelin estime que l'UJ constitue déjà une branche du RJ et que sa présence en terres bernoises serait une erreur. Des tensions naissent ainsi entre lui et Pierre-André Comte, président de l'UJ. Finalement, la fusion aura lieu en 1994.
En 1991, il devient membre fondateur de l'Atelier du français vivant.

### Fin de vie
Le 8 juin 1991, Roland Béguelin quitte finalement sa fonction de secrétaire général du Rassemblement jurassien. En 1993, il abandonne deux postes : celui de rédacteur en chef du journal Le Jura Libre, repris par Christian Vaquin (1962-), et celui de secrétaire général de la Conférence des communautés ethniques de langue française.
Gravement malade, il se retire de la scène politique et publique dès le début de l'année 1993. Il meurt le 13 septembre 1993, des suites d’un cancer du système lymphatique, le lendemain de la 46e Fête du peuple, à laquelle il ne participe pas pour la première fois, à son domicile de Delémont, à l’âge de 71 ans. Son cercueil est ensuite exposé au public à l'église réformée de Delémont. Il repose au cimetière de Delémont.

## Positionnements

### Réputation
Bien que généralement honoré dans le Jura, Roland Béguelin suscite parfois des reproches dans le reste de la Suisse. D'abord, il est un fervent défenseur du fédéralisme, un principe sur lequel il fonde d'ailleurs ses revendications jurassiennes. Cependant, lorsqu'il réalise que le système politique suisse peine à évoluer pour intégrer un éventuel nouveau canton, il commence à critiquer le fédéralisme, le jugeant alors inefficace.
Passionné par les débats, Roland Béguelin prend plaisir à convaincre les gens par ses arguments. Toutefois, des conflits apparaissent parfois, même au sein du Rassemblement jurassien. En effet, en tant que secrétaire général de l'association et rédacteur en chef du Jura Libre, il détient une grande influence, ce qui le conduit parfois à écarter les membres qui ne partagent pas ses idées.

### Indépendantisme

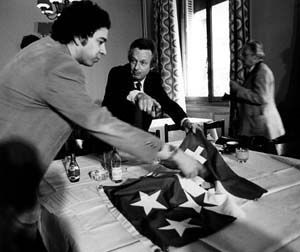
Roland Béguelin à l'association Mouvement romand en 1981 par Erling Mandelmann.

Bien que Roland Béguelin soit un homme de gauche, il écrit des articles pour La Nation française, revue d'extrême droite, dans lesquels il exprime son soutien à l'Algérie française. Il justifie ses positions colonialistes, contradictoires avec ses idées d'autodétermination, par sa profonde francophilie. Pour lui, il s'agit de « défendre l’ethnie française et la position de la France dans le monde et en particulier en Afrique »,. Roland Béguelin défend également l'indépendance des peuples de langue française et fonde le Mouvement Romand, une association militante pour une Romandie libre.
Dans les années 1960, Roland Béguelin adopte une stratégie internationaliste pour la Question jurassienne. Son objectif est de faire connaître cette problématique au reste du monde. Dès 1962, il entretient des relations avec les mouvements indépendantistes wallons. Il se rend plusieurs fois en Belgique, notamment en 1964, où il présente la Question jurassienne à Bruxelles, lors des festivités du 10e anniversaire de la Fondation Charles Plisnier, et en 1965, où il prend la parole au Rassemblement wallon lors d'une réunion à Waterloo,,.
À partir de 1965, Roland Béguelin soutient activement le séparatisme québécois. Il entame plusieurs correspondances avec des acteurs clés du souverainisme québécois,. Entre 1979 et 1981, il est invité aux 7e et 8e congrès du Parti québécois à Sainte-Foy et à Montréal. Devenu un ami proche de René Lévesque, ce dernier effectue une visite officielle à Delémont les 1er et 2 juillet 1983, ce qui aboutit à la signature d'un accord de coopération entre la République et Canton du Jura et la Province de Québec,,,,.
En outre, Roland Béguelin soutient également d'autres mouvements séparatistes francophones, notamment ceux de la vallée d'Aoste, de l'Acadie et de la Louisiane.

### Francophilie
Grand francophile, Roland Béguelin voue une véritable admiration à la France et à sa culture. Il développe des théories ethniques sur les peuples de langue française, méprisant parfois les langues germaniques,. Dans sa quête pour la sauvegarde de la langue française, il s'attire la réputation d'un nationaliste français discrédité. Proeuropéen, tolérant et ouvert, Roland Béguelin considère que « son peuple avait le droit de se réclamer de la culture française ». Il exprimera même le souhait que le Jura, et avec lui la Suisse romande, soit rattaché à la France. Selon lui, « Un canton du Jura n'est qu'une étape avant l'Europe unie qui abolira la "fausse frontière" qui le sépare de la France. »,.

## Galerie

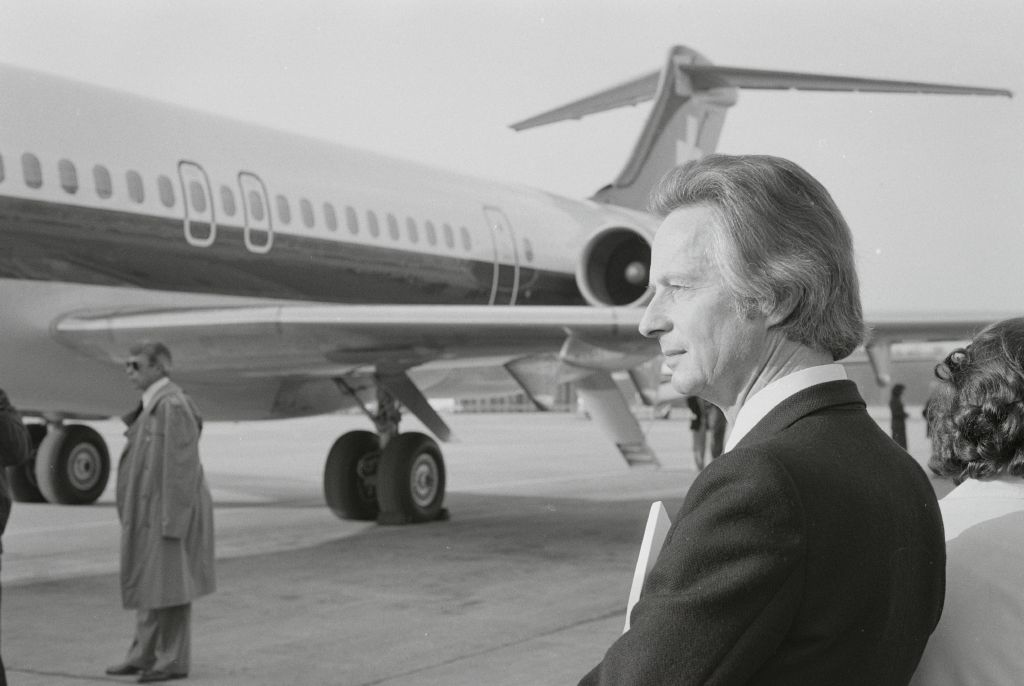
Roland Béguelin lors de la visite de l'avion McDonnell Douglas DC-9-81, de Swissair, nommé "Jura", à l'aéroport de Bâle-Mulhouse le 20 novembre 1981.
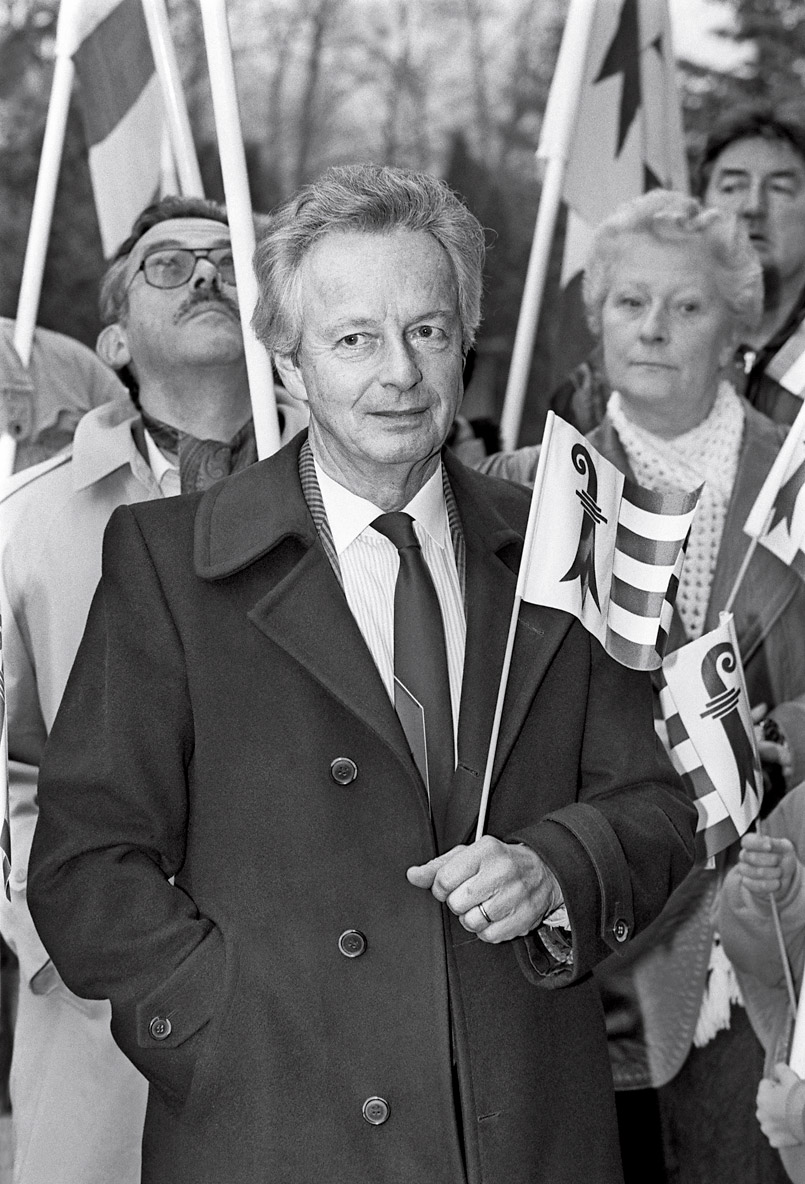
Roland Béguelin lors d'une réunion du Rassemblement Jurassien en 1991.

## Associations
Au cours de sa carrière, il prend part à diverses organisations professionnelles et à des mouvements engagés dans le domaine de la francophonie, ainsi qu’à d’autres types d’associations:
- Membre de l'association étudiante de Commercia-Ergueliana de Saint-Imier, de 1938 à 1941[63] ;
- Membre de l'association étudiante de Stella neocomensis[64] ;
- Membre de l'association des Vieux-Commerciens[65] ;
- Membre de l'Automobile Club suisse (1953-1969)[66]
- Membre du Club alpin suisse (1954-1993)[67],
- Membre de la section delémontaine de la société des Vieux stelliens bernois[68] ;
- Membre de l'Association de défense de la langue française, (1964-1971)[69] ;
- Membre de l'Association France-Québec (dès 1972)[70],[71] ;
- Membre de l'Association internationale des journalistes de langue française (dès 1973)[72] ;
- Membre du Rassemblement fédéraliste européen[73] ;
- Membre du comité de la section romande et délégué au Bureau international de l'Union internationale des journalistes et de la presse de langue française[74] ;
- Vice-président de la section romande et chargé des affaires extérieures et l’un des deux représentants de la Suisse romande au Conseil d’administration de l'Association internationale de solidarité francophone[15] ;
- Membre et délégué au comité européen de l'Association européenne de l’ethnie française[75] ;
- Secrétaire général, de 1971 à 1990, du Comité permanent des communautés ethniques de langue française[15] ;
- Membre et Président de la section jurassienne de l'Association internationale des Parlementaires de langue française[15] ;
- Membre du bureau de l'Association internationale des Parlementaires de langue française[15] ;
- Membre de l’Association des écrivains de langue française (dès 1980)[76] ;
- Membre du Syndicat des journalistes et écrivains[77] ;
- Membre de l'Association de la presse suisse[78] ;
- Membre du Club de la Guilde du livre[79] ;
- Membre de la Société historique du Saguenay (1979-1993)[80],
- Vice-président de la section du district de Delémont de la Société jurassienne d’émulation, (1939-1993)[81] ;
- Membre du comité de l'Association de la presse jurassienne, (1961-1993)[82] ;
- Vice-président du Mouvement romand[15] ;
- Membre du Comité central de Pro Jura, de 1946 à 1992[83] ;
- Membre de l'Association franco-européenne de Waterloo[84] ;
- Secrétaire de la section romande de l'Union européenne[Quoi ?][15].

## Œuvres écrites

### Publications
Roland Béguelin publie de nombreux poèmes, essais, nouvelles et textes dans La Revue Transjurane, dont il est l'administrateur. Il s’occupe également de Sur Parole, supplément littéraire du journal Le Jura Libre en 1970 et 1971, ainsi que de la revue Miroirs aux éditions des Compagnons de la Marjolaine entre 1957 et 1958.
Il publie notamment plusieurs ouvrages littéraires, parmi lesquels :
- Voie sacrée, 1943[85];
- Comment on germanise le Jura, 1945[14];
- L’aspect économique et financier de la Question jurassienne, Delémont, MSJ, 1948[86] ;
- Le réveil du peuple jurassien, 1947-1950 (suivi de 24 caricatures de Laurent Boillat (en)), Moutier, Le Jura libre, 1952[87] ;
- Noël au pays des grands toits (suivi de 6 nouvelles illustrées de bois gravés de Laurent Boillat (en)), Delémont, Imprimerie Boéchat S. A., 1953[88] ;
- La force financière du Jura, Delémont, RJ, 1955 ;
- Le centenaire non célébré (1815-1915), Moutier, Le Jura libre, 1957 ;
- Le Jura des Jurassiens, Lausanne, Cahiers de la Renaissance vaudoise, 1963[89] ;
- Comment résoudre la Question jurassienne (avec Roger Schaffter), 1963;
- Berne à l'heure du choix, (avec Roger Schaffter), 1964 ;
- Europe-Jura, 150e anniversaire du Congrès de Vienne, Delémont, RJ, 1965 ;
- Protection ethnique et revision de la Constitution fédérale, Delémont, RJ, 1966 ;
- L’Autodétermination, Delémont, RJ, 1967. ;
- Histoire et procès du Front de libération jurassien, Moudon, Société de secours en faveur des victimes de la lutte pour la patrie jurassienne, 1967. ;
- Les voies de la négociation, Delémont, RJ, 1968. ;
- Bras tendus, Delémont, 1968 ;
- Domination bernoise et parti socialiste, Delémont, Imprimerie Boéchat S.A., 1969 ;
- Contrecœur (avec dessins de Paul Bovée), Delémont, Imprimerie Boéchat S.A., 1970[90] ;
- Un faux témoin : la Suisse, Paris-Lausanne-Montréal, Éditions du Monde, 1973[91] ;
- L’autodisposition du peuple jurassien et ses conséquences, (avec Roger Schaffter), Delémont, RJ, 1974 ;
- La Germanisation du Jura, Association romande pour la défense de la langue française, 1975[92]
- La Question jurassienne en 1980, Delémont, RJ, 1980[93] ;
- Les racines de l’unité jurassienne, Delémont, RJ, 1982 ;
- Quarante ans plus tard, (avec Alain Steulet), 1987.

### Chants
En 1950, Roland Béguelin et Roger Schaffter reprennent, avec plusieurs modifications, la chanson populaire La Rauracienne, écrite par Xavier Stockmar en 1830. La nouvelle version de la chanson est renommée La Nouvelle Rauracienne et proclamée hymne des séparatistes jurassiens. Elle devient ensuite l'hymne officiel de la République et Canton du Jura le 21 juin 1990, à la suite d'une décision du Parlement jurassien.
En 1989, Roland Béguelin compose un chant pour la Conférence des peuples de langue française, intitulé Hymne des peuples français. Ce chant est interprété pour la première fois lors de la Xe édition de la Conférence, à la Tour Eiffel.

### Autres œuvres
L'ancien emblème du Mouvement romand, utilisé de 1981 à 1992, est dessiné par Roland Béguelin. L'emblème suivant s'en inspire notamment.

## Distinctions
Roland Béguelin reçoit de nombreux certificats, diplômes et distinctions au cours de sa vie, dont voici une liste non exhaustive : 
- 20 juin 1963 : Grand prix des Amitiés latines[4].
- 25 avril 1965 : médaille d’argent et carte de membre à vie de la Société académique française des arts, des sciences et des lettres[97] ;
- 7 janvier 1967: Officier du Mérite culturel et artistique[98];
- 5 mai 1967 : médaille d'officier du Mérite culturel et artistique français[99],[100] ;
- 1er mars 1971: Chevalier du rayonnement et prestige français[N 12],[101],[102] ;
- 12 avril 1973 : Grand prix du Jura Libre ;
- 27 avril 1975 : Médaille de Vermeil de la Société académique française des arts, des sciences et des lettres[103] ;
- 7 avril 1978 : Médaille "Kebeca liberata" du Mouvement national québécois[104] ;
- 11 juin 1979 : Droit de cité delémontain[105] ;
- 11 septembre 1981 : Commandeur de l’ordre de la Pléiade[106] ;
- 25 février 1982 : Grande Croix de la francophonie[107] ;
- 15 novembre 1983: Médaille de membre de l'Association des Compagnons de Saint-Germain[108];
- 18 novembre 1983 : Médaille d’or de l’École supérieure de culture française contemporaine[109] ;
- 4 novembre 1984: Certificat de citoyen de la commune libre de Vellerat[110];
- 8 juillet 1987: Seigneur de Remoudou[111];
- 3 juillet 1991 : Membre de l'Ordre des Francophones d'Amérique[112];
- 14 septembre 1991: Membre honoris causa de la Confrérie Saint-Vincent des Vignerons de Visan[113];
- 13 décembre 1991: Médaille du Conseil de la langue française[114];
- 1991 : nommé membre d'honneur de l'Association internationale des parlementaires de langue française[15].

## Hommages
Le Mouvement autonomiste jurassien rend fréquemment hommage à Roland Béguelin lors des commémorations de sa naissance ou de son décès.
Les Archives cantonales jurassiennes conservent un fonds d'archives regroupant toutes les archives disponibles sur Roland Béguelin. À l'occasion du centenaire de sa naissance, un fonds privé d'archives photographiques est mis en ligne,.
Plusieurs ouvrages relatent la vie de Roland Béguelin, tels que Roland Béguelin, ou la conscience du Jura de Claude Froidevaux, ou encore Roland Béguelin, le combat pour la liberté de Jean-Paul Bovée.
En 1995, une plaque commémorative est installée sur sa dernière maison à Delémont,.
Plusieurs villages et villes ont donné son nom à l'une de leurs places ou rues. Voici une liste non exhaustive:
- Place Roland Béguelin à Vellerat, 30 octobre 1993[119];
- Place Roland Béguelin à Delémont, 1993 (47° 21′ 57″ N, 7° 20′ 36″ E )[N 13],[120];
- Place Roland Béguelin à Moutier, 19 janvier 1994 (47° 16′ 51″ N, 7° 22′ 51″ E )[N 14],[121];

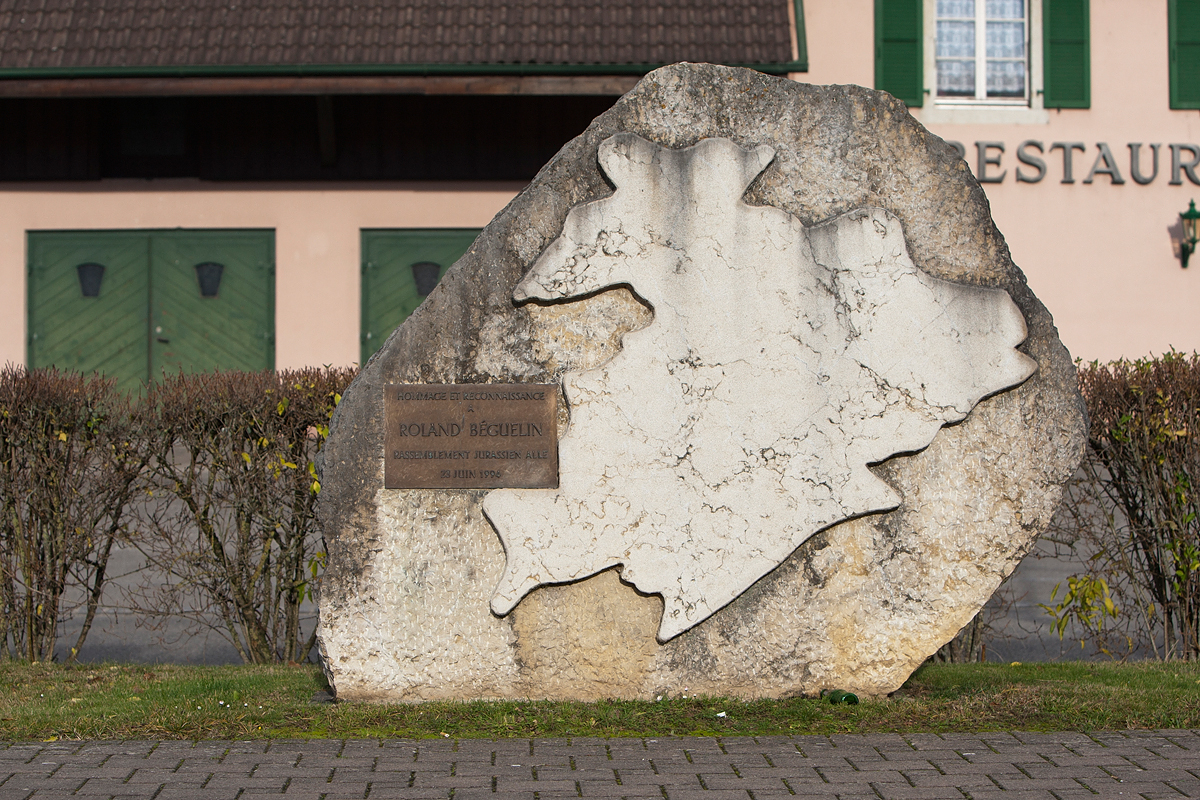
Place Roland Béguelin à Alle, 23 juin 1994 (47° 25′ 29″ N, 7° 07′ 41″ E )[122],[123];
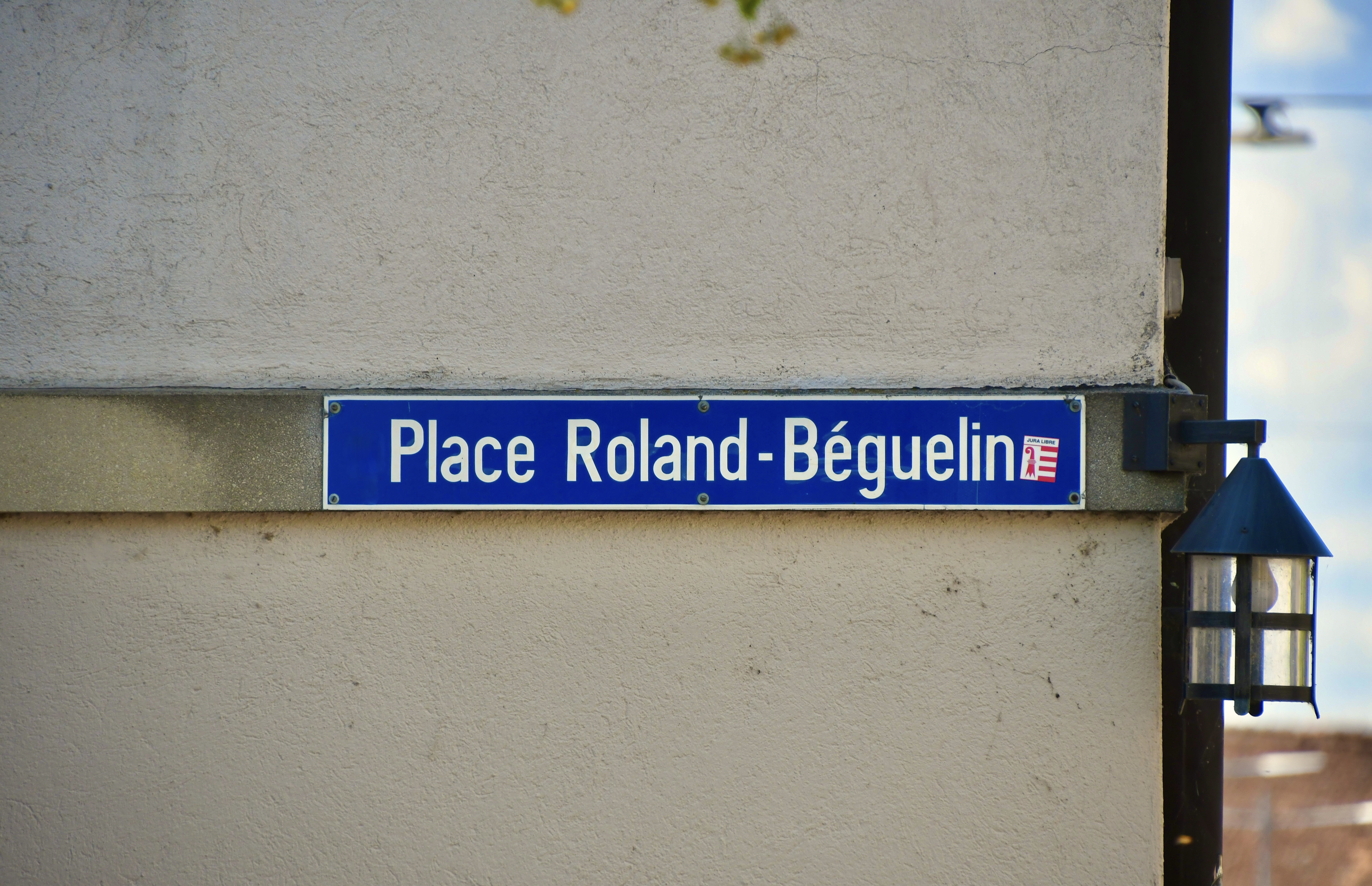
Place Roland Béguelin à Porrentruy, 1er octobre 1994[124];
- Place Roland Béguelin à Saint-Ursanne, 1994 (47° 21′ 54″ N, 7° 09′ 20″ E )[125];
- Place Roland Béguelin aux Fontenais, 8 décembre 1995;
- Place Roland Béguelin à Saignelégier, 1994 (47° 15′ 21″ N, 6° 59′ 51″ E )[126];
- Place Roland Béguelin à Courendlin, 1993 (47° 20′ 20″ N, 7° 22′ 25″ E )[127];
- Place Roland Béguelin à Chevenez (47° 23′ 33″ N, 7° 00′ 09″ E );
- (Projet d'une Place Roland Béguelin à Boncourt, refusé par l’assemblée communale le 12 décembre 1994)[128];
- (Le groupe Bélier appose une plaque Rue Roland Béguelin dans une rue de Tramelan le 13 septembre 2003)[4].   - Monument commémoratif en hommage à Roland Béguelin à Alle.
  - Panneau de la Place Roland-Béguelin à Delémont.

## Vie privée

### Famille
Roland Béguelin épouse Marie-Louise Montandon (1920–1978) en 1947. Le couple se rencontre à l'École de commerce de Saint-Imier. Entre 1946 et 1952, il consigne dans des agendas l’histoire de son amour avec Marie-Louise. Leur fille, Marie-José, qui conserve ces carnets, confie en 2024 : « Il écrit, parce que sa relation avec ma mère s’est instaurée en temps de guerre, que s’il n’y avait pas Malou, il s’engagerait en France, contre l’Allemagne. On voit qu’il se cherche une cause à défendre. Il dit dans ces carnets ne pas être fait pour une vie de fonctionnaire. À l’époque, il est secrétaire communal à Tramelan ».
À propos de sa mère, elle ajoute : « Ma mère complétait bien mon père. Elle avait de l’intuition, de l’empathie, elle le conseillait beaucoup. Il avait plus de peine qu’elle à sentir le caractère des gens. Elle a joué un rôle dans l’ombre, mais très important ».
Le couple a trois filles : Marie-Nicole Béguelin (1948) ; Marie-José Béguelin (1949-), professeure de linguistique à l’Université de Neuchâtel ; et Nicole Béguelin (1952–2008), actrice au Théâtre populaire romand.
Après le décès de son épouse en 1978, Roland Béguelin se remarie en 1982 avec Denise Schmidt (ou Schmid, ou Schmitt),,.

### Résidences
De sa naissance jusqu’en 1952, Roland Béguelin vit dans son village natal de Tramelan-Dessus. Il réside dans la maison familiale située à la rue de la Paix 13.
En février 1952, il s’établit à Delémont avec son épouse et leurs trois filles, dans un appartement au 3e étage d’un immeuble situé au chemin du Puits 2,. Le 27 novembre 1964, il acquiert l’ancienne maison du peintre Paul Bovée, à la rue Franche 16, où il s’installe en 1965 et demeure jusqu’à sa mort en 1993.
Il possède également, à partir du 28 juillet 1971, une maison de vacances nommée La Porte-à-Guy, située dans le village de Clis (commune de Guérande), en Bretagne.

### Divers
Roland Béguelin est un amateur d’accordéon, de cueillette de champignons et de pêche à la ligne. Chaque année, il effectue des voyages au Québec et en Bretagne pour s’adonner à cette dernière passion,,. Il s’intéresse également à la pratique du magnétisme et de l’hypnose. Œnophile, il possède une importante collection de vins.